# Leperina moniliata
Leperina moniliata là một loài bọ cánh cứng trong họ Trogossitidae. Loài này được Blackburn miêu tả khoa học năm 1902.